# JMJD6
JMJD6 (англ. Arginine demethylase and lysine hydroxylase) – білок, який кодується однойменним геном, розташованим у людей на короткому плечі 17-ї хромосоми. Довжина поліпептидного ланцюга білка становить 403 амінокислот, а молекулярна маса — 46 462.
| 10         |  | 20         |  | 30         |  | 40         |  | 50         |
| ---------- |  | ---------- |  | ---------- |  | ---------- |  | ---------- |
| MNHKSKKRIR |  | EAKRSARPEL |  | KDSLDWTRHN |  | YYESFSLSPA |  | AVADNVERAD |
| ALQLSVEEFV |  | ERYERPYKPV |  | VLLNAQEGWS |  | AQEKWTLERL |  | KRKYRNQKFK |
| CGEDNDGYSV |  | KMKMKYYIEY |  | MESTRDDSPL |  | YIFDSSYGEH |  | PKRRKLLEDY |
| KVPKFFTDDL |  | FQYAGEKRRP |  | PYRWFVMGPP |  | RSGTGIHIDP |  | LGTSAWNALV |
| QGHKRWCLFP |  | TSTPRELIKV |  | TRDEGGNQQD |  | EAITWFNVIY |  | PRTQLPTWPP |
| EFKPLEILQK |  | PGETVFVPGG |  | WWHVVLNLDT |  | TIAITQNFAS |  | STNFPVVWHK |
| TVRGRPKLSR |  | KWYRILKQEH |  | PELAVLADSV |  | DLQESTGIAS |  | DSSSDSSSSS |
| SSSSSDSDSE |  | CESGSEGDGT |  | VHRRKKRRTC |  | SMVGNGDTTS |  | QDDCVSKERS |
| SSR        |  |            |  |            |  |            |  |            |

A: Аланін

C: Цистеїн

D: Аспарагінова кислота

E: Глутамінова кислота

F: Фенілаланін

G: Гліцин

H: Гістидин

I: Ізолейцин

K: Лізин

L: Лейцин

M: Метіонін

N: Аспарагін

P: Пролін

Q: Глутамін

R: Аргінін

S: Серин

T: Треонін

V: Валін

W: Триптофан

Кодований геном білок за функціями належить до оксидоредуктаз, регуляторів хроматину, білків розвитку, фосфопротеїнів. 
Задіяний у таких біологічних процесах, як процесинг мРНК, сплайсинг мРНК, транскрипція, регуляція транскрипції, диференціація клітин, альтернативний сплайсинг. 
Білок має сайт для зв'язування з іонами металів, іоном заліза, РНК. 
Локалізований у ядрі.